# A mi madre le gustan las mujeres
A mi madre le gustan las mujeres is een Spaanse film uit 2002, geschreven en geregisseerd door Inés París en Daniela Fejerman. 

## Verhaal
De zussen Elvira, Jimena en Sol zijn uitgenodigd om de verjaardag van hun moeder, Sofía, te vieren. Sofia is al lange tijd gescheiden van de vader van haar dochters, en kondigt aan dat ze een nieuwe liefde in haar leven heeft. Het duurt niet lang voordat de drie zussen zich realiseren dat hun moeder verliefd is geworden op een andere vrouw. De zussen worstelen elk op hun eigen manier met deze onthulling. Wanneer ze erachter komen dat hun moeder een aanzienlijk geldbedrag heeft gegeven aan haar nieuwe vriendin, worden de zussen achterdochtig, en gaan ze op zoek naar een manier om de relatie te beëindigen.

## Rolverdeling
| Acteur           | Personage |
| ---------------- | --------- |
| Leonor Watling   | Elvira    |
| Rosa María Sardá | Sofía     |
| María Pujalte    | Jimena    |
| Silvia Abascal   | Sol       |
| Eliska Sirova    | Eliska    |
| Chisco Amado     | Miguel    |
| Álex Angulo      | Bernardo  |
| Aitor Mazo       | Ernesto   |
| Xabier Elorriaga | Carlos    |

## Ontvangst

### Recensies
Op Rotten Tomatoes geeft 46% van de 39 recensenten de film een positieve recensie, met een gemiddelde score van 5,4/10. Website Metacritic komt tot een score van 51/100, gebaseerd op 16 recensies, wat staat voor "Mixed or average reviews" (gemengde of gemiddelde recensies)

### Prijzen en nominaties
Een selectie:
| Jaar | Evenement                      | Categorie                  | Genomineerde                 | Resultaat   |
| ---- | ------------------------------ | -------------------------- | ---------------------------- | ----------- |
| 2003 | Premios Goya (17de uitreiking) | Beste actrice              | Leonor Watling               | Genomineerd |
| 2003 | Premios Goya (17de uitreiking) | Beste debuterend regisseur | Inés París, Daniela Féjerman | Genomineerd |
| 2003 | Premios Goya (17de uitreiking) | Beste filmmuziek           | Juan Bardem                  | Genomineerd |